# Jean de Holstein-Gottorp
Jean de Holstein-Gottorp (en allemand Johann von Schleswig-Holstein-Gottorf, né le 18 mars 1606 au château de Gottorf et décédé le 21 février 1655[réf. nécessaire] au château d'Eutin) fut prince-évêque de Lübeck.

## Famille
Fils de Jean Adolphe de Holstein-Gottorp et de Augusta de Danemark. Neveu de Jean-Frédéric de Holstein-Gottorp.

### Mariage et descendance
Il épousa le 7 mai 1640 Julie Félicitée de Wurtemberg-Juliusbourg (†1661), fille du duc Jules-Frédéric de Wurtemberg-Weiltingen et petite-fille du Duc Frédéric Ier de Wurtemberg.
Le mariage n'étant pas heureux, Jean demanda le divorce en 1648, ce qu'il obtint en 1653.
De cette union, sont nés 4 enfants :
- Jules Adolphe Frédéric (2 octobre 1643 - 3 janvier 1644)
- Jean Jules Frédéric (17 février 1646 - 22 mai 1647)
- Jean Auguste (3 août 1647 - 29 janvier 1686)
- Christine Auguste Sabine (4 juin 1642 - 20 mai 1650)

## Biographie
Il succède en 1634 à son oncle Jean-Frédéric de Holstein-Gottorp comme Prince Évêque de Lübeck.
Il est le premier Prince-évêque de Lübeck a s'installer au château d'Eutin.
Il tenta d'attirer des scientifiques et des chercheurs à sa cour pour promouvoir le développement économique de son diocèse. Mais l'épidémie de peste qui sévit en 1638 et 1639 contrecarra ses projets.